# 銅門村
23°57′50″N 121°29′35″E / 23.964°N 121.493°E
銅門村，臺灣一個原住民村落，位於木瓜溪中、上游，是花蓮縣秀林鄉轄下的行政區劃，為太魯閣族所居住。由於四周環山，全村海拔可從約300公尺，一直爬升至1,200公尺，並以木瓜溪的景色為之秀麗。
銅門共有銅門、榕樹兩個部落，其中銅門部落則位於木瓜溪畔河階上，「銅文蘭」鍛造傳統的太魯閣砍刀為銅門部落最著名的傳統工藝與產業，為日治時由日警召集各社頭目教導製作刀具、農具的方法，太平洋戰爭期間再教導打造軍刀、武士刀、番刀給高砂義勇隊使用，使製刀技術大為改進，也是目前台灣原住民唯一懂得鍛造刀具的部落。「慕谷慕魚」則為該村境內知名景點。台電公司利用銅門村境內的木瓜溪進行水力發電，興建有龍澗、龍溪、清水、清流、銅門、榕樹、初英等七處水力發電廠。

## 歷史
銅門舊稱為「同門」，原為音譯自東遷的賽德克族木瓜群地名，乃太魯閣語中「山麓的平坦之地」。大約在三百年前，原本居住在濁水溪主流源流霧社溪流域霧社附近的德克達雅群（Tgdaya，又稱霧社群）賽德克族，向東翻越中央山脈主脊奇萊山、能高山，來到木瓜溪的河階地開墾，改稱為木瓜群，慕谷慕魚即是來到此地開墾的家族。原居霧社溪更上游的道澤、德鹿谷群賽德克族人亦翻越中央山脈向東遷徙，進入木瓜溪流域北側相隔太魯閣山列（又稱奇萊東稜）的得其黎溪（立霧溪）流域，轉音改稱陶賽、太魯閣群，現族群分類改稱為太魯閣族。太魯閣群向南翻越太魯閣山列進入木瓜溪中、上游北岸，改稱為巴托蘭群，木瓜群受到壓迫往木瓜溪下游遷移。
日治時1914年台灣總督府發動太魯閣戰爭，立霧溪與木瓜溪流域的族人遭受重創，總督府在戰爭結束後計畫開闢正式道路。1917年9月15日–1918年6月30日，花蓮港廳開鑿完成「初音奇萊橫斷道路」（今能高越嶺古道舊道東段，橫斷道路開鑿記念碑記載為1月完工，東西段合稱為能高越橫斷道路）。因本地產銅，且為路的隘口，故取名「銅門」。因舊道越嶺點海拔過高，1925年將越嶺道東段改道。日治末期，日本人陸續在木瓜溪建立小型的水力發電廠，包括1939年建立「清水第一發電所」（今清水發電廠），1941年建立「清水第二發電所」，1941年的「初音發電所」，以及1943年的「銅門發電所」，並規畫興建東西高壓輸電線，只完成部分越嶺道拓寬為車道、輸電線基座基礎工程即中止。
在國民政府接收台灣後，1950年在美援的協助下，台電公司開始重建毀於戰火的發電設施，重建了銅門與清流等二座發電廠，並陸續興建龍澗、榕樹、水簾、龍溪等四座發電廠。此外，美援也協助台電接續日治時期的台灣總督府未竟之業，透過能高越嶺古道做為架設高壓輸電線的路徑，於1951、1953年各完成一條甲線、乙線東西部電力運輸的供電路，自銅門村的龍澗發電廠向西輸送，翻越中央山脈及天長斷崖，再到南投縣仁愛鄉親愛村的萬大發電廠，稱為東電西送，有「電力萬里長城」之稱。
1990年6月23日，因中度颱風歐菲莉夾帶強風豪雨肆虐花蓮縣秀林鄉，降雨強度達每小時106毫米，對銅門村降下近八百公厘的雨量，使村內第十三鄰旁的小溪溝發生山洪暴發（今稱土石流），造成全村有36名村民遭到活埋，並使房屋32棟全毀、11棟半毀。臺灣自1996年引進「土石流」一詞後，追溯到當時的歷史，銅門村被公認是第一個發生土石流災變的地方。1991年5月，53戶災民遷至5公里外的木瓜溪溪谷口的平地、位於吉安鄉干城村的博愛新村，成為台灣第一件受災遷村個案。2007年10月10日，原住民族委員會在災難現址設立「受難族人紀念碑」。
由於銅門村近年轉型觀光遊憩，部分村民轉做民宿、打鐵製刀、旅遊導覽，透過觀光挹注重新燃起部落活力，但觀光利益也吸引外地人覬覦介入，為了對抗外來勢力入侵，部落族人於2013年曾一度決議封山護溪。但是為了主導觀光發展，銅門村內就成立有多個地方發展協會，且對發展方向與意見分歧，連秀林鄉公所、花蓮縣政府也難以插手，使得銅門村的未來、部落傳承正面臨挑戰與改變。2013年12月23日，林務局花蓮林區管理處運送紅檜、扁柏等高價珍貴木材下山，族人事先未獲告知與諮詢，大表不滿，25日下午聚集近百人開始動員包圍、阻擋卡車加以攔截。2014年6月7日上午，銅門村民透過部落會議，為了拒絕銅門部落自然景觀過度觀光，決定封路，堅持遊客步行入山。

## 主要設施
- 銅門村多功能集會所
- 花蓮縣秀林鄉銅門國民小學
- 花蓮縣秀林鄉衛生所銅門衛生室
- 台灣基督長老教會銅門教會
- 銅門天主堂
- 真耶穌教會銅門教會（銅門祠）
- 花蓮縣秀林鄉公所榕樹村托兒所

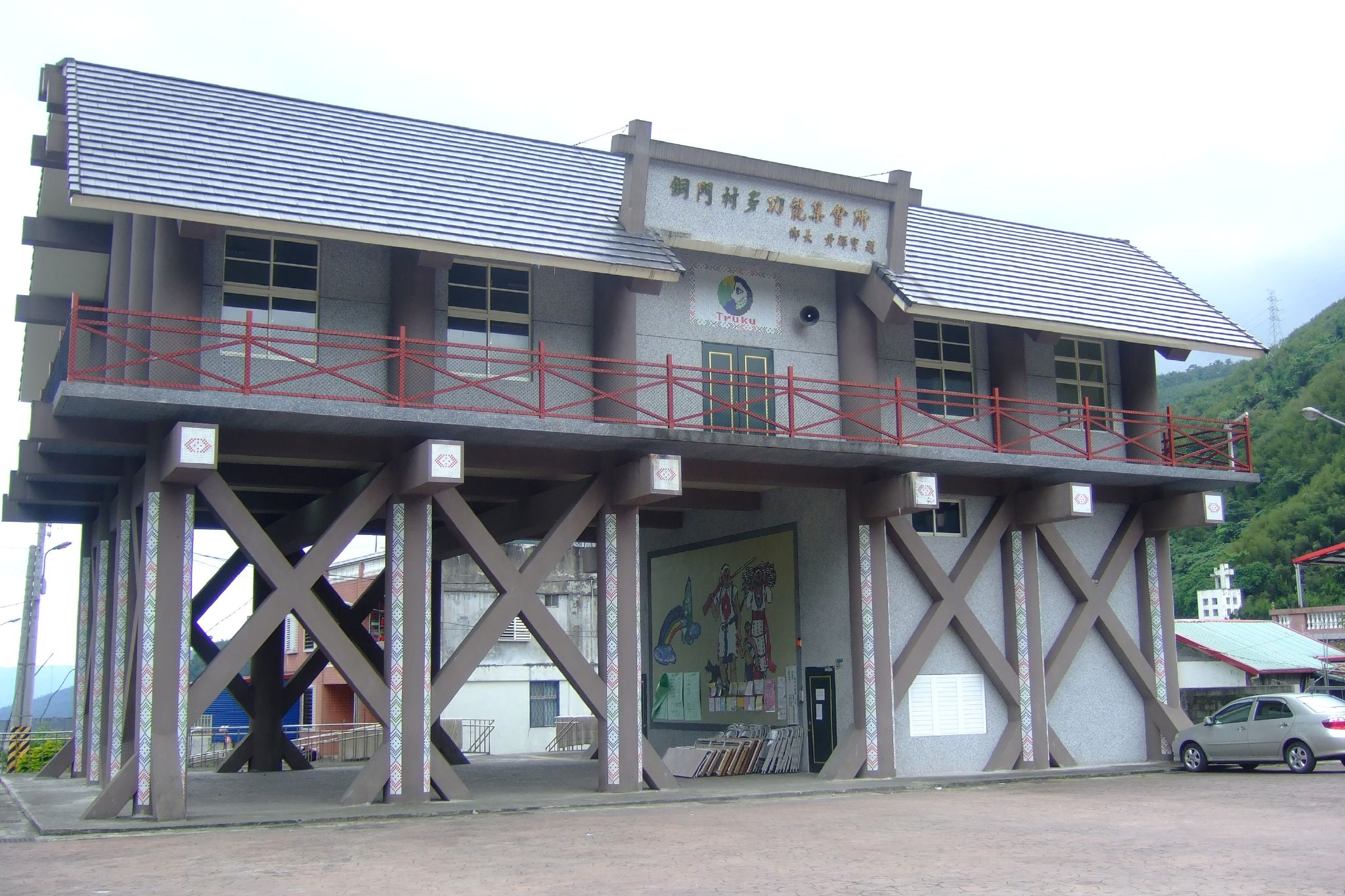
銅門村多功能集會所

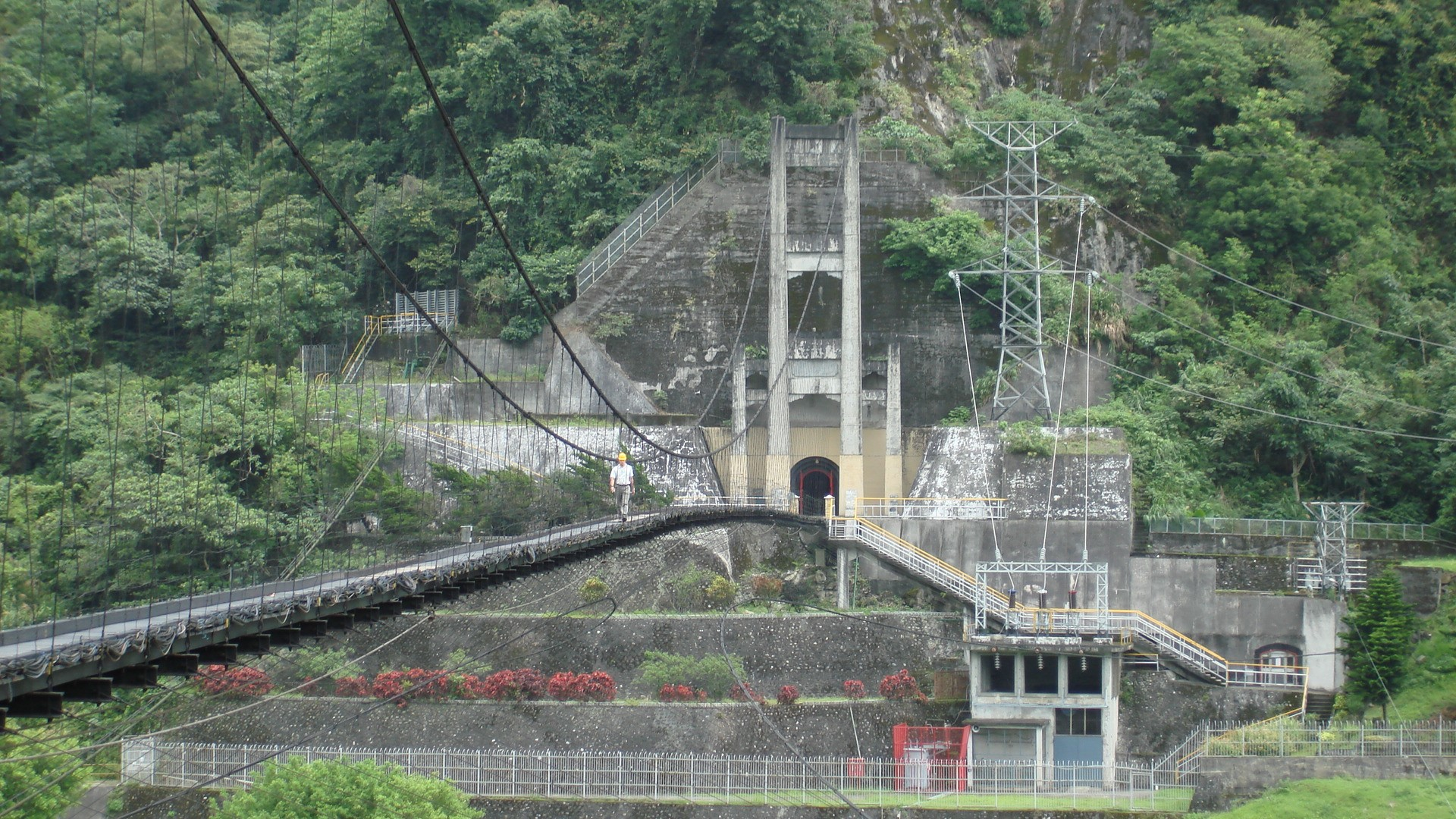
銅門電廠與銅門吊橋

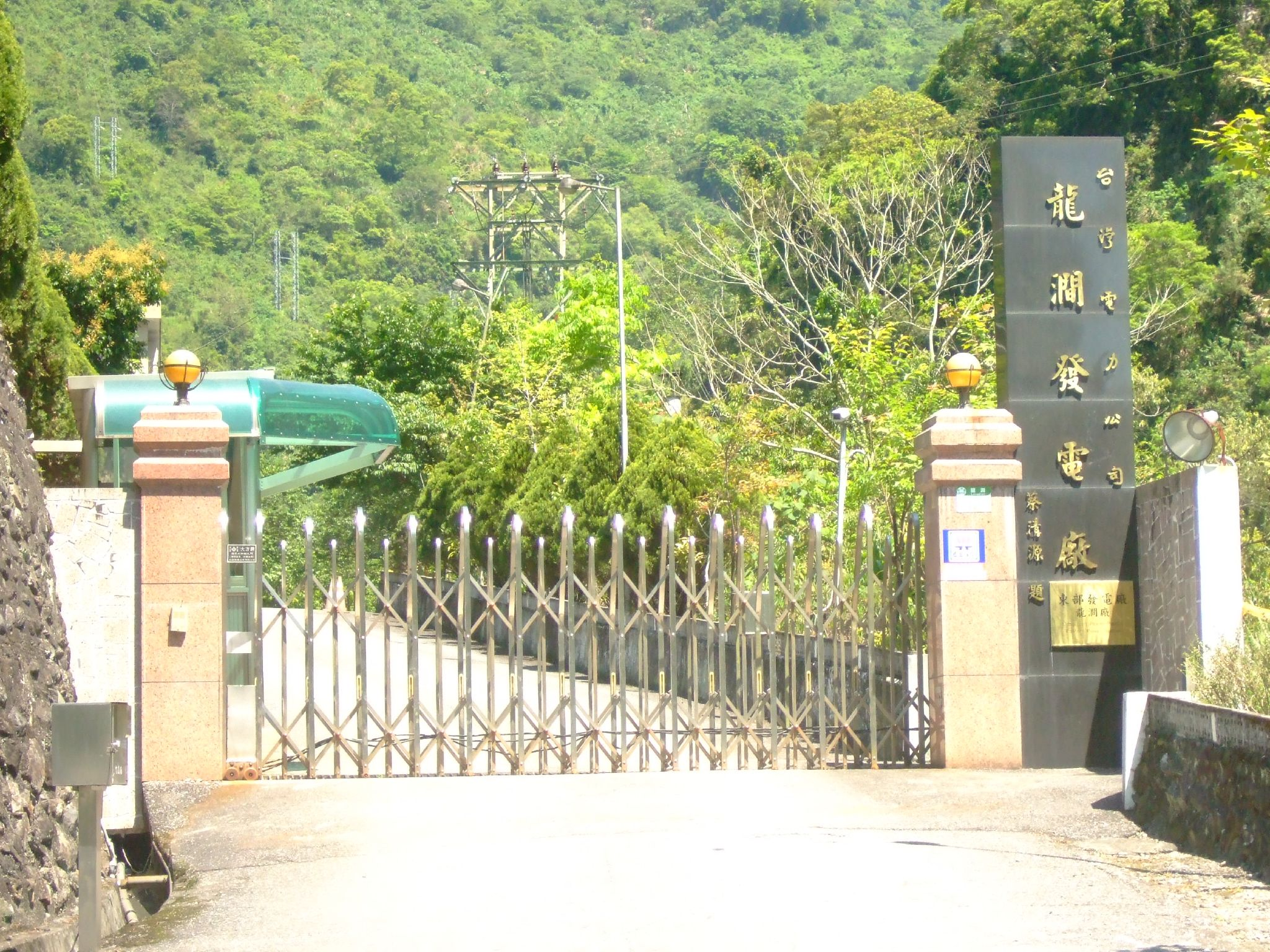
龍澗發電廠

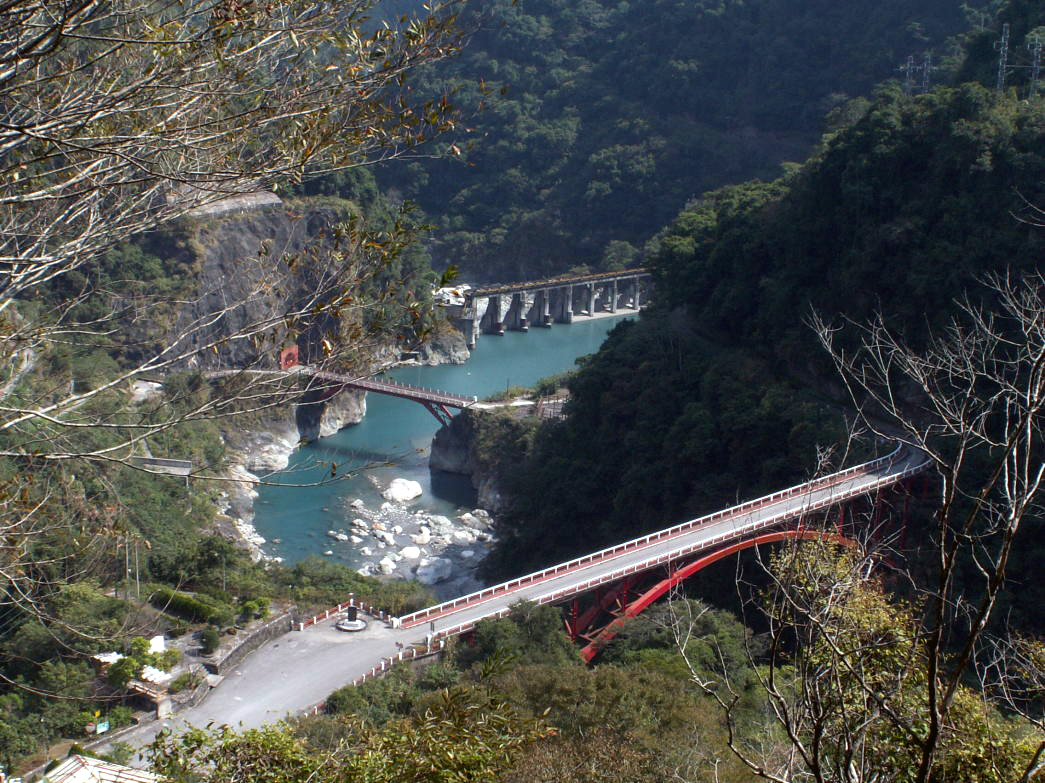
龍澗橋

- 台灣電力公司東部發電廠（龍澗機組、龍溪機組、清水機組、清流機組、銅門機組、榕樹機組、初英機組、水簾壩、水簾機組）

## 觀光景點
- 能高越嶺古道
- 萬代峽
- 慕谷慕魚
- 翡翠谷

## 交通
公路
- 台9丙線：花蓮－壽豐，原台9線路段，是花蓮最早往南延伸的公路，1982年（民國71年）公路總局進行吉安到壽豐路段截彎取直改善工程，從吉安鄉到壽豐鄉截彎取直新建木瓜溪橋取代仁壽橋後改編為台9丙線[13]。
- 原台14線霧社仁壽線（已解編）：屯原--奇萊，屯原登山口－尾上－雲海保線所－松原－天池山莊－能高埡口（光被八表碑）－檜林保線所－五甲崩山－奇萊步道東口。行經南投縣仁愛鄉精英村與花蓮縣秀林鄉銅門村，經台電保線道路，為台14線未通車段（奇萊－龍澗）。未通車路段計45.4公里長，亦被稱為「能高越嶺道」，此步道未鋪設任何柏油路面亦未拓寬，車輛無法通行，只能依靠步行方式通行，除此之外，台14線其他路段皆可通行車輛（唯東段花蓮端須在銅門辦理入山證後始可進入）。2009年11月19日，行政院公告解編台14線廬山至仁壽之間的路段[14]。目前奇萊至銅門為台電保線道路，銅門至仁壽為產業道路，皆為單線道。

客運
- 統聯客運1139（花蓮轉運站－壽豐）

## 解
1. ↑  1990年銅門村滅村事件時媒體報導以「山洪暴發」作為事件發生原因[8]，土石流一詞最初源自日語[9]，臺灣地區自1996年賀伯颱風侵襲南投縣信義鄉神木村後因災損嚴重，並且透過新聞媒體多次報導使國人對土石流及其造成的災害有了深刻認知才逐漸廣泛使用[10]。

## 資料來源
1. 1 2 3 4  . 臺灣原住民族資訊資源網.   [2014-06-06]. （原始内容存档于2014-07-15） （中文（臺灣））.
2. ↑  . 秀林鄉公所. 2013-12-06  [2014-06-06]. （原始内容存档于2012-11-15） （中文（臺灣））.
3. 1 2 3  後山歲月工作室. .   [2016-06-01]. （原始内容存档于2016-07-17） （中文（臺灣））.
4. ↑  . 文化部文化資產局.   [2014-06-06]. （原始内容存档于2014-07-14） （中文（臺灣））.
5. ↑  葉品妤、滕淑芬. . 台灣光華雜誌. 2012-01  [2016-06-01]. （原始内容存档于2020-12-07） （中文（臺灣））.
6. ↑  . 行政院農業委員會林務局.   [2014-06-06]. （原始内容存档于2016-03-04） （中文（臺灣））.
7. 1 2 3 4 5  王文傑. . 蘋果日報. 2014-02-10  [2014-06-06]. （原始内容存档于2016-06-24） （中文（臺灣））.
8. ↑  . 臺灣電視公司. 1990-06-24  [2016-04-08]. （原始内容存档于2016-06-25） （中文（臺灣））.
9. ↑  陳宏宇. . 地球科學文教基金會.   [2016-04-09]. （原始内容存档于2016-06-01） （中文（臺灣））.
10. ↑  天下文化雜誌.  (PDF). 莫拉克風災電子資料庫.   [2016-04-09]. （原始内容存档 (PDF)于2016-04-16） （中文（臺灣））.
11. ↑  花孟璟. . 自由時報電子報. 2014-06-07  [2014-06-06]. （原始内容存档于2019-06-11） （中文（臺灣））.
12. 1 2  賴品瑀、廖靜蕙. . 台灣環境資訊協會－環境資訊中心. 2013-12-26  [2014-06-06]. （原始内容存档于2019-06-12） （中文（臺灣））.
13. ↑  王仕綺、陳珮綺. . 台北市: 交通部公路總局. 2011. ISBN 9789860276244.
14. ↑  . 行政院公報資訊網. 2009-11-19  [2016-06-02]. （原始内容存档于2021-06-04） （中文（臺灣））.